# Maxime Venguerov
Pour les articles homonymes, voir Venguerov.
Maxime Aleksandrovitch Vengerov (en russe : Максим Александрович Венгеров, la transcription anglaise, Maxim Vengerov, est la plus couramment rencontrée), né le 20 août 1974 à Novossibirsk (Sibérie, Russie), est un violoniste israélien.

## Biographie
Maxime Vengerov commence l'étude du violon à l'âge de quatre ans. Dès l'année suivante, il suit les cours de Galina Tourtchaninova, puis de Zakhar Bron. À cette époque, il donne déjà des concerts et à dix ans, il remporte le concours Wieniawski de Poznań. Il participe ensuite à des récitals à Moscou et Saint-Pétersbourg, jouant avec des orchestres comme l'Orchestre du Concertgebouw d'Amsterdam ou l'Orchestre philharmonique de la BBC.
En 1995, ses enregistrements des concertos de Chostakovitch et Prokofiev remportent les Gramophone Awards du meilleur enregistrement de l'année et du meilleur enregistrement de concert de l'année.
Maxime Vengerov enseigne la musique à la Royal Academy of Music de Londres. Il joue sur un Stradivarius, le Kreutzer (1727), dont il est le propriétaire depuis 1998.
Le 30 octobre 2009, il a annoncé qu'il lâchait l'archet de son violon au profit de la baguette pour prendre la direction du futur Gstaad Festival Orchestra. Maxime Vengerov a repris sa carrière de violoniste le 2 mai 2011, pour un premier concert à Bruxelles.

## Discographie principale
- Beethoven, Sonate pour violon no 9 « à Kreutzer » ; Brahms, deuxième sonate pour violon - Alexander Markovich, piano (Teldec 9031-74001-2)
- Beethoven, Sonate pour violon no 5, « Le Printemps », Sonate pour violon de Felix Mendelssohn fa majeur ; Mozart,  Sonate pour violon, K.378 - Alexander Markovich et Itamar Golan, piano (Teldec 9031-76349-2)
- Mendelssohn, Concerto pour violon ; Max Bruch, Concerto pour violon no 1 - Orchestre du Gewandhaus de Leipzig, dir. Kurt Masur (1994, Teldec 4509-90875-2)
- Paganini, Concerto pour violon no 1 ; Camille Saint-Saëns, Havanaise, Introduction et Rondo Capriccioso ; Franz Waxman, Carmen Fantasy - Orchestre philharmonique d'Israël, dir. Zubin Mehta (Teldec 9031-73266-2)
- Prokofiev, Concerto pour violon no 1 ; Chostakovitch, Concerto pour violon no 1 - Orchestre symphonique de Londres, dir. Mstislav Rostropovitch (Teldec 4509-92256-2)
- Prokofiev, Concerto pour violon no 2 ; Chostakovitch, Concerto pour violon no 2 - Orchestre symphonique de Londres, dir. Mstislav Rostropovitch (1997, Teldec 0630-13150-2).
- Sibelius et Nielsen, Concertos pour violon - Orchestre symphonique de Chicago, dir. Daniel Barenboim (Teldec 0630-13161-2)
- Tchaikovski et Alexandre Glazounov, Concerto pour violon - Orchestre philharmonique de Berlin, dir. Claudio Abbado (Teldec 4509-90881-2)
- Virtuoso Vengerov : œuvres de Niccolò Paganini, Fritz Kreisler, Antonio Bazzini, etc. - Itamar Golan, piano (2002, Teldec 9031-77351-2)
- The Road I Travel : œuvres de Jules Massenet, Piotr Ilitch Tchaïkovski, Franz Waxman, Mozart, Ludwig van Beethoven, etc. (Teldec 0630-17045-2)
- Brahms, Concerto pour violon ; Troisième sonate pour violon - Orchestre symphonique de Chicago, Daniel Barenboim (direction et piano) (Teldec 0630-17144-2)
- Dvořák, Concerto pour violon, Sonate pour violon d'Edward Elgar -  Orchestre philharmonique de New York, dir. Kurt Masur ; Revital Chachamov, piano (Teldec 4509963002)
- Chtchedrine Concerto cantible ; Igor Stravinsky, Concerto pour violon en ré ; Tchaïkovski, Sérénade Mélancolique op. 26 - Orchestre symphonique de Londres, dir. Mstislav Rostropovitch (2000, EMI 5-56966-2)
- Vengerov & virtuosi : œuvres de Johannes Brahms, Sergueï Rachmaninov, Piotr Ilitch Tchaïkovski, Franz Schubert, Aram Khachaturian, Jules Massenet, etc. (2001, EMI 5-57164-2)
- Vengerov joue Bach, Chtchedrine, Ysaÿe (2002, EMI 5-57384-2)
- Benjamin Britten et William Walton, Concertos pour violon - Orchestre symphonique de Londres, Mstislav Rostropovitch (EMI 5-57510-2)
- Lalo, Symphonie espagnole ; Saint-Saëns, Concerto pour violon no 3 ; Ravel, Tzigane - Orchestre Philharmonia, dir. Antonio Pappano (2003, EMI 5-57593-2)
- Vengerov : œuvres de Fritz Kreisler, Niccolò Paganini, Pablo de Sarasate, Henryk Wieniawski - Ian Brown, piano (2004, EMI 5-57916-2)
- Beethoven, Concerto pour violon ; Romances pour violon - Orchestre symphonique de Londres, dir. Mstislav Rostropovitch (2004, EMI 3-36403-2)